# Itinerari d'Antoní

Les principals vies romanes d'Hispània que recull l'Itinerari d'Antoní

L'Itinerari d'Antoní o Itinerari d'Antoní August Caracal·la, (en llatí Itinerarium Antonini) és un dels més famosos «itineraris» romans i, malgrat el seu nom, no sembla que tingui relació amb l'emperador Antoní Pius, sinó més aviat amb Marc Aureli Antoní, conegut com a Caracal·la, que va governar del 211 al 217, i en temps del qual es va començar a crear l'itinerari en qüestió, que patí nombroses modificacions al llarg dels segles iii i iv (per la qual cosa també és conegut com els Itineraris d'Antoní).

## Còpies
D'aquest itinerari només es conserva la còpia procedent de l'època de Dioclecià (segle iv). Malgrat el seu nom, no sembla que tingui relació amb l'emperador Antoní Pius, sinó més aviat amb Marc Aureli Antoní, conegut com a Caracal·la, que va governar des del 211 fins al 217, i en aquest temps s'hauria començat a compilar l'itinerari, que va patir diverses modificacions posteriors.

## Contingut

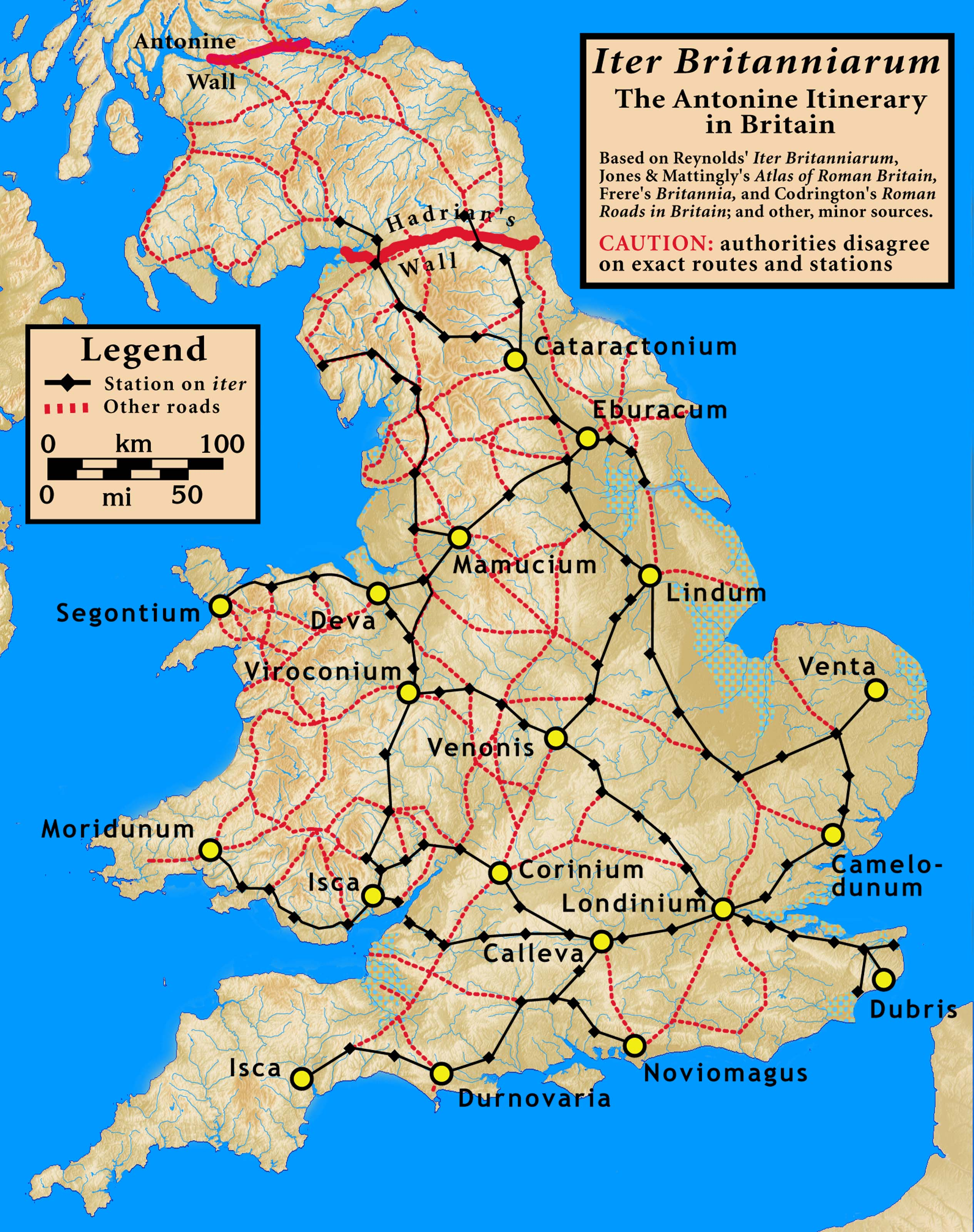
Les principals vies romanes de Brittannia que recull l'Itinerari d'Antoní

L'Antonini Itinerarium està molt probablement basat en documents oficials, segurament a partir d'un estudi organitzat per Juli Cèsar i desenvolupat durant el regnat d'August. No se'n sap res amb certesa respecte a l'autor. Es considera probable que la data de l'edició original sigui al començament del segle iii, mentre que el que ens ha arribat correspon segurament en temps de Dioclecià.
Els romans donaven el nom d'itinerarium a les descripcions de les carreteres i camins del seu imperi. En aquestes descripcions, hi figurava la llista de poblacions que havien de travessar-se, la durada del trajecte i les mansiones, llocs en els quals el viatger podia aturar-se i trobar allotjament. A cada ruta s'identificaven mansiones, correspondències i milles. Per les seves característiques i indicacions, sembla més ideat per tal de facilitar la localització dels nuclis de població amb fins recaptatoris que com a ajuda al viatger. Tot i això, les indicacions sobre distàncies de l'esmentat itinerari han permès localitzar una gran multitud d'emplaçaments desapareguts per tota l'antiga xarxa de vies romanes, així com d'algunes calçades romanes no documentades per altres fonts. En aquest document s'assenyalen 372 rutes, de les quals 34 corresponen a les províncies d'Hispània (del núm. I al núm. XXXIV). L'Itinerari Antoní només comprèn els camins que constaven en el Registre de Pretor, o tal com es diria avui, carreteres de l'Estat, però falten tots els camins veïnals dels quals tenim referències per Plini el Vell, Estrabó i altres escriptors. Per això l'Itinerari no és un recull complet de les calçades romanes, encara que sí que comprèn algunes de les principals.

## Exemples
A sota hi ha les formes ablatives llatines originals per als llocs de la ruta 13, seguit d'una traducció amb un nom possible (però no necessàriament autoritzat) per als llocs moderns. Un transcriptor va ometre una entrada, de manera que el nombre total de passos no és igual a la suma dels ritmes entre ubicacions.
| Element ab Isca Calleva mpm cviiii sic | Un recorregut des d'Isca Silurum fins a Calleva Atrebatum 109.000 quilòmetres així |
| -------------------------------------- | ---------------------------------------------------------------------------------- |
| Burrio mpm viii                        | Usk, Monmouthshire, 8.000 passos                                                   |
| Blestio mpm xi                         | Monmouth, Monmouthshire 11.000 passos                                              |
| Ariconio mpm xi                        | Bury Hill, Weston sota Penyard, Herefordshire 11.000 quilòmetres                   |
| Clevo mpm xv                           | Gloucester, Gloucestershire 15.000 passos                                          |
| (sense entrada)                        | potser Corinium Dobunnorum al modern Cirencester, Gloucestershire                  |
| Durocornovio mpm xiiii                 | potser Wanborough, Wiltshire 14.000 quilòmetres                                    |
| Spinis mpm xv                          | Speen, Berkshire, 15.000 passos                                                    |
| Calleva mpm xv                         | Silchester, Hampshire 15.000 passos                                                |

A continuació es mostren els noms llatins originals dels llocs al llarg de la ruta 14 seguit d'una traducció amb un nom possible (però no necessàriament autoritzat) per als llocs moderns.
| Article alio itinere ab Isca Calleva mpm ciii sic | Una ruta alternativa d'Isca Silurum a Calleva Atrebatum 103.000 quilòmetres així |
| ------------------------------------------------- | -------------------------------------------------------------------------------- |
| Venta Silurum mpm viiii                           | Caerwent, Monmouthshire, 9.000 passos                                            |
| Abone mpm xiiii                                   | Sea Mills, Gloucestershire 14.000 passos                                         |
| Traiectus mpm viiii                               | potser Bitton, a prop de Willsbridge, Gloucestershire 9.000 quilòmetres          |
| Aquis Solis mpm vi                                | Bath, Somerset 6.000 passos                                                      |
| Verlucione mpm xv                                 | Sandy Lane, Wiltshire 15.000 passos                                              |
| Cunetione mpm xx                                  | Mildenhall, Wiltshire 20.000 passos                                              |
| Spinis mpm xv                                     | Speen, Berkshire, 15.000 passos                                                  |
| Calleva mpm xv                                    | Silchester, Hampshire 15.000 passos                                              |